# Stazione di Montecastelli
La stazione di Montecastelli era una fermata ferroviaria posta lungo la linea Centrale Umbra; serviva il centro abitato di Montecastelli, frazione del comune di Umbertide.
Dal 2018 la stazione non è più in uso, essendo stata sostituita dalla fermata di Montecastelli Ponte Tevere posta nelle vicinanze. 